# Francisco «Paco» Bermúdez
Francisco Bermúdez fue un representante artístico español. Desde su oficina ubicada en la Gran Vía de Madrid, «Paco» (como lo llamaban sus representados) agendaba las actuaciones de sus exponentes del arte escénico. 

## Biografía
Francisco Bermúdez, también conocido bajo el pseudónimo de Paco Bermúdez, fue un consagrado representante artístico en España, establecido en la ciudad de Madrid.
Bermúdez trabajó en la industria del entretenimiento en España y en el resto del mundo con figuras de repercusión global como The Beatles, Marlene Dietrich, Raphael, Raquel Welch, Jorge Pérez Evelyn, Amália Rodrigues, en 1970 y Perla Cristal, entre muchos más. 

## Los Beatles
A principios de 1965, y durante el gobierno dictatorial de Francisco Franco, Los Beatles representaban una modernidad contrastante con el régimen, que lo convirtió en algo histórico.
Bermúdez contrató a The Beatles para que realizaran presentaciones estelares en España. La primera presentación tuvo lugar el viernes 2 de julio de 1965, a las 8:30 p. m., en la plaza de toros de Las Ventas del Espíritu Santo en la ciudad de Madrid.

## Raphael
Con respecto al conocido cantante español Raphael, su primera experiencia con Paco Bermúdez como representante artístico no fue tan gratificante. 
Raphael cuenta la anécdota de que su primer representante fue Francisco Bermúdez, y que eso sucedió en Murcia, gracias a un amigo que llamó a Bermúdez para recomendarlo como artista porque Bermúdez no le hacía demasiado caso hasta que lo vio actuar personalmente en Madrid en el respetado "York" en la Gran Vía.

## El Destape
La introducción de Jorge Pérez Evelyn en el espectáculo español en 1978 y el motivo por el que Bermúdez se interesara en representarlo, fue como resultado del famoso destape, una época que comenzó a mediados de los años 70 con el cine de destape. Esto sucedió después de la muerte de Franco y el fin de la dictadura. que dio lugar a una gran demanda de erotómanos, donde los desnudos totales, pornografía, travestismo y todo lo que era prohibido durante el gobierno Franquista, fue de alta demanda en los espectáculos.
Bermúdez presentó a Evelyn en el "York" (el mismo donde presentó a Raphael por primera vez) con el musical Yo soy Madrid, y luego continuó en una revista presentada como la "sensación de América por primera vez en Europa", llamada "Internacional Evelyn Show", con notorio éxito en España y el resto de Europa.